# Simina Tulbure
Simina-Geanina-Daniela Tulbure (n. 4 iulie 1992, Satu Mare, România) este prima femeie deputat român din partea Diasporei, aleasă în 2020 pe listele USR PLUS. Se alătură partidului REPER în iunie 2022, fiind aleasă în Biroul Național al partidului la Congresul din mai 2023.

## Educație și formare
Simina Tulbure s-a născut la Satu Mare, la 4 iulie 1992. A urmat cursurile Colegiului National „Doamna Stanca" din oraș, ulterior find admisă la Universitatea din Essex pentru studiile de licență, specializarea limba engleză (BA English Language). Și-a obținut diploma de master in limba si literatura engleză (MA English Language and Literature), la aceeași universitate.
În cei patru ani de studii de licență și de master, a fost președinta Societății Române de la Universitatea din Essex, perioadă în care studenții români au primit titlurile de „Societatea anului” (2014) și „Societatea cea mai concentrată pe comunitate” (2015). 

## Activitate profesională
După terminarea masterului, a devenit coordonatoarea departamentului de voluntariat al Universității din Essex, unde a rămas pentru doi ani. În 2017 a fost selectată pentru un stagiu de practică „Schuman” la Parlamentul European, lucrând în Direcția pentru administrație și resurse umane. Din 2018 până în 2020, a lucrat pentru Banca Europeană de Investiții, cu sediul la Luxemburg, în cadrul diviziei pentru Caraibe și America Latină. 

## Cariera politică
În perioada de la Banca Europeană de Investiții, a început să fie activă în PLUS, proiectul politic început de fostul prim-ministru Dacian Cioloș. A fost membră a Biroului național Generația PLUS, organizația de tineret a partidului. În august 2020, USR și PLUS au hotărât fuzionarea celor două partide, propunând liste comune pentru alegerile locale și parlamentare din acel an, sub numele de USR PLUS. La alegerile parlamentare din 6 decembrie 2020, Simina Tulbure candidează și câștigă din partea USR PLUS un mandat de deputat pentru circumscripția Diaspora. 

### În Parlament
Este membră a Comisiei pentru comunitățile de români din afara țării și a Comisiei pentru învățământ din Camera Deputaților, dar și a Comisiei speciale comune a Camerei Deputaților și Senatului pentru aderarea la OCDE. Anterior, a fost membră a Comisiei pentru buget finanțe și bănci. De asemenea, Tulbure este președinta Grupului parlamentar de prietenie cu Regatul Unit. 